# Quentin Beunardeau
Quentin Beunardeau (Le Mans, Sarthe, 27 de febrero de 1994) es un futbolista francés que juega en la posición de guardameta y desde 2023 milita en el Red Star F. C. de la Ligue 2. Ha representado a su selección a nivel sub-17, disputando un partido por la Copa Mundial de Fútbol de 2011.

## Trayectoria
En la pretemporada 2012-13, Beunardeau firmó su primer contrato profesional con el Le Mans F. C. hasta junio de 2016. Esa misma campaña fue ascendido al primer equipo por el entrenador Denis Zanko. Jugó el partido frente al Lens disputado el 28 de julio de 2012 que finalizó con marcador empatado a dos goles. El 12 de enero de 2014 fichó por tres años y medio con el A. S. Nancy. Se le dio el dorsal número 1 y fue ubicado como tercer guardameta del equipo, por detrás de Paul Nardi y Damien Grégorini.
En 2015 fichó por el A. F. C. Tubize de Bélgica, donde jugó cincuenta y siete partidos. Después de la marcha de David Oberhauser del F. C. Metz, el club fichó a Beunardeau en julio de 2017.
En julio de 2018 se marchó a Portugal para jugar en el Desportivo Aves. En abril de 2020, tras tres meses sin cobrar, rescindió su contrato. Inició la temporada 2020-21 sin equipo y a un par de días de acabar el año se hizo oficial que seguiría jugando en el país luso tras firmar con el Gil Vicente F. C. Para la temporada 2021-22 se incorporó al Leixões S. C.
Después de cinco campañas en Portugal, en julio de 2023 regresó a Francia para jugar en el Red Star F. C.

## Clubes
| Club                     | País     | Año       |
| ------------------------ | -------- | --------- |
| Le Mans F. C.            | Francia  | 2010-2013 |
| A. S. Nancy-Lorraine     | Francia  | 2014-2015 |
| A. F. C. Tubize (cedido) | Bélgica  | 2015-2016 |
| A. S. Nancy-Lorraine     | Francia  | 2016      |
| A. F. C. Tubize          | Bélgica  | 2016-2017 |
| F. C. Metz               | Francia  | 2017-2018 |
| Desportivo Aves          | Portugal | 2018-2020 |
| Gil Vicente F. C.        | Portugal | 2021      |
| Leixões S. C.            | Portugal | 2021-2023 |
| Red Star F. C.           | Francia  | 2023-     |